# پی‌جی‌ام
پی‌جی‌ام (انگلیسی: PGM) شرکت صنایع جنگ‌افزاری فرانسوی است، که در سال ۱۹۹۱ تأسیس شد.